# Archieparchia Konstantynopola
Archieparchia Konstantynopola – archieparchia kościoła ormiańskokatolickiego, obejmująca teren całej Turcji. Powstała w 1928. Arcybiskupem jest od 2015 Boghos Lewon Zekian. Arcybiskupem koadiutorem w latach 2006 – 2014 był Kévork Khazoumian.

## Biskupi diecezjalni
- Antoine Nouridjian † (1830 – 1838)
- Boghos Maroushian † (1838 – 1846)
- Andon Hassoun † (1846 – 1866)
  - Podporządkowane patriarchatowi cylicyjskiemu (1866-1928)
- Hovsep Rokossian † (1928 – 8 czerwca 1931)
- Vahan Kitchourian † (1931 – 1936)
- Paul Kiredjian † (1936 – 1965)
- Hovhannes Tcholakian, (1966 – 2015)
- Boghos Lewon Zekian, (2015 – 2024)